# Myrmeleon (Myrmeleon) pallidus
Myrmeleon (Myrmeleon) pallidus is een insect uit de familie van de mierenleeuwen (Myrmeleontidae), die tot de orde netvleugeligen (Neuroptera) behoort. 
Myrmeleon (Myrmeleon) pallidus is voor het eerst wetenschappelijk beschreven door Esben-Petersen in 1918.